# Klein wilgenhaantje
Het klein wilgenhaantje (Galerucella lineola) is een keversoort uit de familie bladkevers (Chrysomelidae). De wetenschappelijke naam van de soort werd in 1781 gepubliceerd door Johann Christian Fabricius.